# Cerithium echinatum
Cerithium echinatum là một loài ốc biển nhỏ, là động vật thân mềm chân bụng sống ở biển trong họ Cerithiidae.
Vỏ ốc có kịch thước 53mm.
Chúng được tìm thấy ở miền nam châu Phi tại miền bắc KwaZulu-Natal và Mozambique dưới độ độ sâu 15-30m.